# Renzo Gobbo
Renzo Gobbo (Castelfranco Veneto, 13 gennaio 1961) è un allenatore di calcio ed ex calciatore italiano, di ruolo centrocampista, direttore tecnico dell'Abuja.

## Carriera

### Giocatore
La sua carriera di centrocampista cominciò nel 1977, quando sedicenne esordì nel Montebelluna, squadra con la cui maglia giocò tre stagioni prima di esordire in Serie A con il Como. Chiuse la sua carriera agonistica nel 1996 nel Sondrio.
In carriera ha totalizzato complessivamente 69 presenze e 5 reti in Serie A (tutte nelle file del Como) e 133 presenze e 7 reti in Serie B con le maglie di Como, Catanzaro, Brescia e Messina, centrando la promozione in massima serie col Brescia nella stagione 1985-1986.

### Allenatore
Iniziò la sua carriera da allenatore nel 1996, al Sondrio, nella doppia veste di allenatore-giocatore. Dal 1998 al 2001 guidò la Canzese, che portò in Eccellenza con una doppia promozione consecutiva. Nel 2002 fu ingaggiato dalla Pro Vercelli (con cui ottiene la salvezza vincendo i play-out), in Serie C2, categoria nella quale militò nelle successive tre stagioni, guidando la Carrarese.
Nel 2006 fu tra i papabili per la panchina della Nazionale di calcio del Kazakistan.
Per la stagione 2006-2007 fu secondo del suo conterraneo Francesco Guidolin sulla panchina del Palermo, allenando poi i rosanero assieme a Rosario Pergolizzi nel periodo successivo all'esonero di Guidolin da parte del presidente Maurizio Zamparini. Debuttò il 29 aprile 2007 con una vittoria esterna contro il Livorno (2-1). Il 13 maggio, dopo la partita persa per 3-2 dal Palermo in casa dell'Ascoli, Guidolin ritornò allenatore. Gobbo fu confermato come secondo di Stefano Colantuono per la stagione consecutiva, venendo poi esonerato con l'intero staff nel mese di novembre.
A dicembre 2008 sostituisce Flavio Destro sulla panchina del Montichiari e nella stagione 2009-2010 riesce a portala dalla Serie D alla Seconda Divisione, vincendo anche lo scudetto di categoria.
Il 7 luglio 2010 firma un accordo annuale con la Ternana, squadra di Lega Pro Prima Divisione. Il 12 ottobre dello stesso anno viene esonerato dalla società insieme all'allenatore in seconda Salvatore D'Urso e al preparatore atletico Corrado De Luca; lascia la squadra in zona retrocessione con 8 punti in 8 partite.
Nel luglio 2012 diventa allenatore della Sambonifacese per poi rescindere il contratto una settimana dopo.

### Nazionale
Ha indossato la casacca azzurra dell'Under-21 allenata da Azeglio Vicini il 18 aprile 1981, in un'amichevole vinta per 1-0 a Modena contro i pari età della Germania Est.

## Statistiche

### Statistiche da allenatore
Statistiche aggiornate al 30 giugno 2019.
| Stagione           | Squadra            | Campionato         | Campionato | Campionato | Campionato | Campionato | Coppe nazionali | Coppe nazionali | Coppe nazionali | Coppe nazionali | Coppe nazionali | Coppe continentali | Coppe continentali | Coppe continentali | Coppe continentali | Coppe continentali | Altre coppe | Altre coppe | Altre coppe | Altre coppe | Altre coppe | Totale | Totale | Totale | Totale | % Vittorie | Piazz.                          |
| Stagione           | Squadra            | Comp               | G          | V          | N          | P          | Comp            | G               | V               | N               | P               | Comp               | G                  | V                  | N                  | P                  | Comp        | G           | V           | N           | P           | G      | V      | N      | P      | %          | Piazz.                          |
| ------------------ | ------------------ | ------------------ | ---------- | ---------- | ---------- | ---------- | --------------- | --------------- | --------------- | --------------- | --------------- | ------------------ | ------------------ | ------------------ | ------------------ | ------------------ | ----------- | ----------- | ----------- | ----------- | ----------- | ------ | ------ | ------ | ------ | ---------- | ------------------------------- |
| 1996-1997          | Sondrio            | Prom.              | 30         | 12         | 13         | 5          | -               | -               | -               | -               | -               | -                  | -                  | -                  | -                  | -                  | -           | -           | -           | -           | -           | 30     | 12     | 13     | 5      | 40,00      | 5º                              |
| 1997-1998          | Sondrio            | Prom.              | 30         | 17         | 9          | 4          | -               | -               | -               | -               | -               | -                  | -                  | -                  | -                  | -                  | -           | -           | -           | -           | -           | 30     | 17     | 9      | 4      | 56,67      | 2º                              |
| Totale Sondrio     | Totale Sondrio     | Totale Sondrio     | 60         | 29         | 22         | 9          |                 |                 |                 |                 |                 |                    |                    |                    |                    |                    |             |             |             |             |             | 60     | 29     | 22     | 9      | 48,33      |                                 |
| 1998-1999          | Canzese            | Prom.              | 30         | 10         | 6          | 14         | -               | -               | -               | -               | -               | -                  | -                  | -                  | -                  | -                  | -           | -           | -           | -           | -           | 30     | 10     | 6      | 14     | 33,33      | 11º                             |
| 1999-2000          | Canzese            | Prom.              | 30         | 22         | 5          | 3          | -               | -               | -               | -               | -               | -                  | -                  | -                  | -                  | -                  | -           | -           | -           | -           | -           | 30     | 22     | 5      | 3      | 73,33      | 2º promozione                   |
| 2000-2001          | Canzese            | Ecc.               | 30         | 14         | 7          | 9          | -               | -               | -               | -               | -               | -                  | -                  | -                  | -                  | -                  | -           | -           | -           | -           | -           | 30     | 14     | 7      | 9      | 46,67      | 5º                              |
| Totale Canzese     | Totale Canzese     | Totale Canzese     | 90         | 46         | 18         | 26         |                 |                 |                 |                 |                 |                    |                    |                    |                    |                    |             |             |             |             |             | 90     | 46     | 18     | 26     | 51,11      |                                 |
| nov. 2002-2003     | Pro Vercelli       | C2                 | 22+2       | 6+2        | 5          | 11         | CI-C            | -               | -               | -               | -               | -                  | -                  | -                  | -                  | -                  | -           | -           | -           | -           | -           | 24     | 8      | 5      | 11     | 33,33      | Subentrato, 16º (retrocessione) |
| apr.-giu. 2004     | Carrarese          | C2                 | 2+2        | 2          | 0+2        | 0          | CI-C            | -               | -               | -               | -               | -                  | -                  | -                  | -                  | -                  | -           | -           | -           | -           | -           | 4      | 2      | 2      | 0      | 50,00      | Subentrato, 15º                 |
| 2004-2005          | Carrarese          | C2                 | 38         | 13         | 19         | 6          | CI-C            | 4               | 1               | 1               | 2               | -                  | -                  | -                  | -                  | -                  | -           | -           | -           | -           | -           | 42     | 14     | 20     | 8      | 33,33      | 7º                              |
| lug.-set. 2005     | Carrarese          | C2                 | 5          | 1          | 2          | 2          | CI-C            | 5               | 0               | 2               | 3               | -                  | -                  | -                  | -                  | -                  | -           | -           | -           | -           | -           | 10     | 1      | 4      | 5      | 10,00      | Esonerato                       |
| Totale Carrarse    | Totale Carrarse    | Totale Carrarse    | 47         | 16         | 23         | 8          |                 | 9               | 1               | 3               | 5               |                    |                    |                    |                    |                    |             |             |             |             |             | 56     | 17     | 26     | 13     | 30,36      |                                 |
| apr.-mag. 2007     | Palermo            | A                  | 3          | 1          | 0          | 2          | CI              | -               | -               | -               | -               | CU                 | -                  | -                  | -                  | -                  | -           | -           | -           | -           | -           | 3      | 1      | 0      | 2      | 33,33      | Sub., Eson.                     |
| dic. 2008-2009     | Montichiari        | 2D                 | 19+2       | 6          | 7+1        | 6+1        | CI-LP           | 1               | 0               | 0               | 1               | -                  | -                  | -                  | -                  | -                  | -           | -           | -           | -           | -           | 22     | 6      | 8      | 8      | 27,27      | Subentrato, 14º                 |
| 2009-2010          | Montichiari        | D                  | 38+4       | 25+2       | 9+2        | 4          | CI-D            | 3               | 2               | 1               | 0               | -                  | -                  | -                  | -                  | -                  | -           | -           | -           | -           | -           | 45     | 29     | 12     | 4      | 64,44      | 1º promozione                   |
| Totale Montichiari | Totale Montichiari | Totale Montichiari | 63         | 33         | 19         | 11         |                 | 4               | 2               | 1               | 1               |                    |                    |                    |                    |                    |             |             |             |             |             | 67     | 35     | 20     | 12     | 52,24      |                                 |
| lug.-ott. 2010     | Ternana            | 1D                 | 8          | 2          | 2          | 4          | CI+CI-LP        | 2+0             | 1               | 1               | 0               | -                  | -                  | -                  | -                  | -                  | -           | -           | -           | -           | -           | 10     | 3      | 3      | 4      | 30,00      | Esonerato                       |
| lug. 2012          | Sambonifacese      | D                  | -          | -          | -          | -          | CI-D            | -               | -               | -               | -               | -                  | -                  | -                  | -                  | -                  | -           | -           | -           | -           | -           | 0      | 0      | 0      | 0      | —          | Rescissione                     |
| Totale carriera    | Totale carriera    | Totale carriera    | 295        | 135        | 89         | 71         |                 | 15              | 4               | 5               | 6               |                    |                    |                    |                    |                    |             |             |             |             |             | 310    | 139    | 94     | 77     | 44,84      |                                 |

## Palmarès

### Allenatore

#### Competizioni nazionali
- Serie D: 1

Montichiari: 2009-2010